# Lophotis savilei
L'otarda di Savile (Lophotis savilei Lynes, 1920) è una specie di uccello della famiglia Otididae. Vive in Burkina Faso, Camerun, Ciad, Costa d'Avorio, Gambia, Mali, Mauritania, Niger, Nigeria, Senegal e Sudan.